# Aaron Stanford

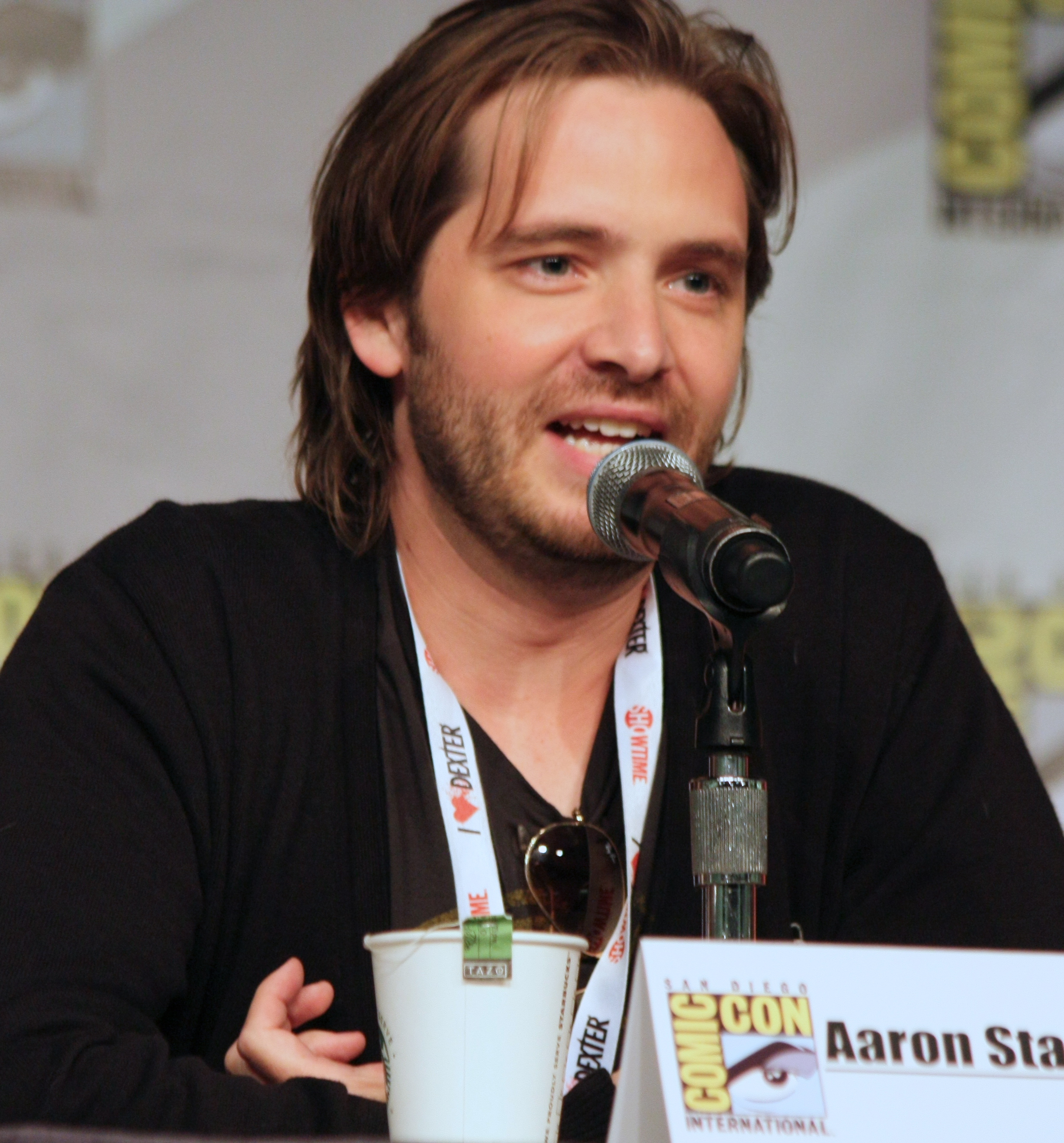
Aaron Stanford 2013

Aaron Stanford (* 27. Dezember 1976 in Westford, Massachusetts) ist ein US-amerikanischer Schauspieler und Filmproduzent.

## Wirken
Stanford studierte zunächst an der State University of New York und wechselte dann an die Mason Gross School of the Arts an der
Rutgers University. Schon während seines Studiums betätigte sich Stanford als Theaterschauspieler. Nachdem er 2000 sein Studium mit Magna cum laude abgeschlossen hatte, widmete er sich vollständig der Schauspielerei. 2002 war Stanford an der Seite von Sigourney Weaver in einer Hauptrolle in dem Independentfilm Alle lieben Oscar zu sehen. Für seine Leistung wurde er für einen Golden Satellite Award nominiert. Im gleichen Jahr spielte er in Spike Lees Charakterstudie 25 Stunden.
2003 gab ihm Bryan Singer die Rolle des Pyro in dem Actionfilm X-Men 2 auf Basis der Comicserie X-Men von Marvel Comics. Dieselbe Figur mimte Stanford 2006 auch in X-Men: Der letzte Widerstand. Trotz seiner durch diese beiden Filme gesteigerten Popularität spielt er überwiegend in amerikanischen Independentfilmen. 2014 übernahm er eine Hauptrolle der Syfy-Drama-Mystery-Serie 12 Monkeys, an der Seite von Noah Bean und Amanda Schull.

## Filmografie
- 2001–2002: Third Watch (Fernsehserie, 5 Episoden)
- 2002: Alle lieben Oscar (Tadpole)
- 2002: Hollywood Ending
- 2002: 25 Stunden (25th Hour)
- 2003: X-Men 2 (X2)
- 2003: Rick
- 2004: Winter Solstice
- 2004: Spartan
- 2005: Runaway
- 2006: The Hills Have Eyes – Hügel der blutigen Augen (The Hills Have Eyes)
- 2006: Live free or Die
- 2006: X-Men: Der letzte Widerstand (X-Men: The Last Stand)
- 2007: Flakes
- 2007: The Cake Eaters
- 2007: Traveler (Fernsehserie)
- 2007: Numbers – Die Logik des Verbrechens (Numb3rs, Fernsehserie, Episode 4x02)
- 2009: How I Got Lost
- 2009: Holy Money
- 2010–2013: Nikita (Fernsehserie, 62 Episoden)
- 2015–2018: 12 Monkeys (Fernsehserie, 47 Episoden)
- 2018: Fear the Walking Dead (Fernsehserie, 5 Episoden)
- 2022: Westworld (Fernsehserie, 3 Episoden)
- 2023: Finestkind
- 2024: Deadpool & Wolverine
- 2025: Tracker (Fernsehserie, Episode 2x10)
- 2025: Criminal Minds (Fernsehserie, 2 Episoden)